# Ozarba festiva
Ozarba festiva là một loài bướm đêm trong họ Noctuidae.